# 미쓰 홍당무
"미쓰 홍당무"는 이경미 감독이 감독한 영화이다. 고등학교 러시아어 교사가 중학교 영어 교사로 이직하는 내용을 다루고 있다.

## 줄거리
시도 때도 없이 얼굴이 빨개지는 안면홍조증에 걸린 양미숙은 비호감에 툭하면 삽질을 일삼는 고등학교 러시아어 교사이다. ‘그 지난 해 회식 자리에서도 내 옆에 앉았고, 집으로 가는 차 안에서도 내 옆에 앉은 걸 보면 서 선생님은 나를 좋아하는 게 분명해!”라고 생각했던 그녀 앞에 단지 예쁘다는 이유로 사랑 받는 모든 여자의 적 이유리 선생이 나타났다.
같은 러시아어 교사인 이유리 선생. 그러나 러시아어가 인기가 없다는 이유로 양미숙은 중학교 영어 선생으로 발령나고, 자신이 짝사랑하는 서 선생과 이유리 사이에도 미묘한 기운이 감지되는데. 열심히 해도 미움 받는 양미숙과 대충 해도 사랑 받는 이유리. 미숙은 자신이 영어교사로 발령 난 것도 서 선생의 마음을 얻지 못한 것도 모두 그녀 때문이라고 생각한다. 급기야 질투와 원망에 사로잡힌 양미숙은 서 선생과 이유리 사이를 떨어뜨리기 위해 서 선생의 딸 서종희와 모종의 비밀스런 동맹을 맺게 된다.
전공 아닌 과목을 가르치기, 아프지도 않은 몸을 챙기기, 내 것도 아닌 남자를 사랑하기까지 29년 째 삽질 인생을 걸어온 양미숙. 이제는 짝사랑 하는 남자를 지키기 위해 그녀의 본격적인 삽질이 시작된다.

## 캐스팅
- 공효진 : 양미숙 역
- 이종혁 : 서종철 역
- 서우 : 서종희 역
- 황우슬혜 : 이유리 역
- 방은진 : 성은교 역
- 배성우 : 피부과 의사 역
- 서보익 : 음악 변선생 역
- 라미란 : 정녀 교무 역
- 고희주 : 자지깔까 학생 역
- 박지수 : 강당 학생 1 역
- 전민정 : 강당 학생 2 역
- 장진영 : 매화반 반장 역
- 마이클 온 예카 : 영어강사 역
- 김희영 : 장 선생 역
- 장혜진 : 12번 학생 역
- 마세라 : 스님 학생 역
- 송주은 : 수녀 학생 역
- 최유라 : 매화반 학생 1 역
- 김채윤 : 매화반 학생 2 역
- 양현진 : 매화반 학생 3 역
- 한정원 : 매화반 학생 4 역
- 윤연수 : 달리는 학생 역
- 김채율 : 달리는 여인 역
- 정준수 : 학교 경비원 역
- 김보현 : 명상반 반장 역
- 홍현철 : 피부과 경비원 역
- 김성은 : 중국집 서빙녀 역
- 봉준호 : 학원 수강생 회사원 역 (특별출연)
- 박찬욱 : 지나가는 행인 역 (특별출연)
- 정정훈 : 수학여행 단체사진 촬영기사 역 (특별출연)
- 서영주 : 피부과 간호사 역 (특별출연)
- 최희진 : 명상시간 충고하는 여교사 역 (특별출연)